# 1460-ті до н. е.

## Правителі
- цариця Єгипту Хатшепсут.
- цар Вавилону Агум ІІІ;
- цар Ассирії Ашшур-рабі І;
- цар Міттані Парраттарна І;
- цар Хатті Аллувамна.